# Minto (Dakota del Nord)
Minto és un poble dels Estats Units a l'estat de Dakota del Nord. Segons el cens del 2010 tenia 604 habitants.

## Demografia
Segons el cens del 2000, Minto tenia 657 habitants, 269 habitatges, i 185 famílies. La densitat de població era de 177,4 hab./km².
La renda mediana per habitatge era de 34.643 $ i la renda mediana per família de 43.167 $. Els homes tenien una renda mediana de 28.611 $ mentre que les dones 19.083 $. La renda per capita de la població era de 18.011 $. Entorn del 5,4% de les famílies i el 7,8% de la població estaven per davall del llindar de pobresa.

## Poblacions més properes
El següent diagrama mostra les poblacions més properes.